# Halicyclops coulli
Halicyclops coulli är en kräftdjursart som beskrevs av H.-V. Herbst 1977. Halicyclops coulli ingår i släktet Halicyclops och familjen Cyclopidae. Inga underarter finns listade i Catalogue of Life.